# لیک آنت (میزوری)
لیک آنت (به انگلیسی: Lake Annette) یک شهر در ایالات متحده آمریکا است که در شهرستان کاس، میزوری واقع شده‌است. لیک آنت ۰٫۶۰ کیلومتر مربع مساحت و ۱۰۰ نفر جمعیت دارد و ۲۷۴ متر بالاتر از سطح دریا قرار دارد.